# UKF Music
UKF este o marcă deținută de AEI Media și Luke Hood care țintește distribuirea diferitelor tipuri de muzică bass. UKF a fost conceput în 2009 de Look Hood, care a început distribuirea muzicii pe canalele lui personale de Youtube. Atunci UKF deținea categoriile UKF Drum & Bass și UKF Dubstep, care de altfel a fost cel mai probabil cel mai mare succes. După ceva vreme au fost deschise și categorii precum UKF Mixes și UKF Live. Pe data de 28 iunie 2012 UKF sărbătorea un milion de vizualizări pe Youtube. De asemenea UKF a ajutat foarte mult în definirea și selectarea muzicii.

### Istoric
Luke Hood a creat UKF cu câțiva colegi la University of West England din Bristol în 2009. Pe canalele de Youtube numărul de abonați creștea semnificativ, așa că Luke a continuat extinderea UKF. Jumătate dintre acțiunile UKF au fost vândute celor de la AEI Media, să organizeze evenimente muzicale și să controleze mai bine canalul de Youtube. După 4 ani Luke Hood încă este director la UKF.
În urma unor discuții controversate privind originea abrevierii, cel mai probabil este o abreviere a United Kingdom și Frome, orașul natal al lui Luke. Mai există însă posibilitatea să însemne și UK Funky, care este un stil de muzică bass.
UKF a devenit o marcă de renume mondial, constituind prima pagină a multor reviste, ziare și site-uri. Pe parcursul activității UKF a câștigat de asemenea o multitudine de nominalizări precum Best Really Big Party. După ce UKF a atins un miliard de vizualizări Youtube își schimbă temporar logoul în semn de respect.

### Servicii
Acum UKF este un furnizor de muzică și bilete și organizează evenimente live împreună cu DJ.

### Canalele de youtube

#### UKF Drum & Bass
Fondat pe data de 29 aprilie 2009 împreună cu UKF Dubstep, pe data de 12 mai avea aprox. 1 milion de abonați și aprox. 335 de milioane de vizualizări. Cei mai cunoscuți artiști sunt Sub Focus și Metrik.

#### UKF Dubstep
Detașat cel mai reușit canal al UKF, având sute de colaboratori și mii de cântece. Fondat pe 29 aprilie 2009, la data de 12 mai avea aprox. 3,7 milioane abonați și puțin peste 1 miliard de vizualizări. Pe lângă producători mai puțini populari se află și giganți precum Flux Pavilion și Feed Me

#### UKF Live
Dedicat în mare parte festivalelor și concertelor, este cel mai puțin vizualizat canal al UKF pe data de 12 mai având aprox. 44 de mii abonați și 3,2 milioane de vizualizări.

#### UKF Mixes
Ramura UKF ce se ocupă cu mixurile, deținând artiști gigantici precum Nero și Knife Party. Fondat pe 23 octombrie 2010, la data de 12 mai are 171 de mii de abonați și 11,8 milioane vizualizări.

#### UKF Music
Făcut pentru a promova toate tipurile de muzică bass, a fost fondat pe data de 2 decembrie 2009. Pe data de 12 mai avea 540 de mii de abonați și 65 de milioane de vizualizări.

### Generația Bass
UKF ajungând la un miliard de vizualizări au făcut cercetări privind fanii lor ajungând la concluzia că sunt 70% de sex masculin și 30% de sex feminin. Acest grup de fani s-a intitulat „Generation Bass”. Majoritatea vizualizărilor proveneau de la fani cu vârsta între 13 – 17 ani și 18 – 24. 95% dintre fani au recunoscut că au identificat UKF prin intermediul Youtube. Ceilalți au comentat că l-au descoperit făcând o simpla căutare pe Facebook și SoundCloud. De asemenea, peste jumătate comentează că UKF este cel mai bun loc unde poți găsi muzică Dubstep.

### Albume
- UKF Drum & Bass 2010 (2010)
- UKF Dubstep 2010 (2010)
- Circus One Presented by Doctor P & Flux Pavilion (2011)
- UKF Bass Culture (2011)
- UKF Drum & Bass 2011 (2011)
- UKF Dubstep 2011 (2011)
- Borgore’s Misadventures in Dubstep (2012)
- Never Say Die (2012)
- UKF Bass Culture 2 (2012)
- UKF Drum & Bass 2012 (2012)
- UKF Dubstep 2012 (2012)
- Never Say Die Vol. 2 (2013)

## Mixuri
1. erb N dub
2. Physical
3. Tommy Dub
4. Flux Pavilion
5. The Prototypes
6. Bare Noize
7. Rollz
8. Modestep
9. Stanza
10. Dodge & Fuski
11. Mistanoize
12. Cutline
13. Delta Heavy
14. Fred V & Grafix
15. True Tiger
16. KG
17. TC
18. Camo & Krooked
19. Lenzman
20. DC Breaks
21. Boy Kid Cloud
22. Dismantle
23. Dimension
24. Wilkinson
25. UZ
26. Technimatic
27. Submotion Orchestra
28. Cyantific
29. Enei
30. Document One
31. Other Echoes
32. Datsik
33. Drumsound & Bassline Smith
34. Rene LaVice
35. The Upbeats
36. Black Sun Empire